# 柄沢英二
柄沢 英二（からさわ えいじ 、1935年11月28日 - ）は、日本の俳優。本名:柄沢 栄治 。
東京都出身。聖学院高等学校卒業 。劇団青俳、劇団舞芸座、劇団新劇場を経て、東京俳優生活協同組合に所属していた。

## 出演

### 映画
- 混血児リカ ひとりゆくさすらい旅（1973年） - 富田警部補
- 戦争と人間 第三部 完結篇（1973年） - 憲兵
- あしたの火花（1977年） - 江頭
- 太陽を盗んだ男（1979年）
- 連合艦隊（1981年）
- 小説吉田学校（1983年）

### テレビドラマ
NHK
- アイウエオ 第15話（1968年）
- 少年ドラマシリーズ / タイム・トラベラー（1972年） - 新聞記者
- 大河ドラマ
  - 元禄太平記（1975年） - 五平
  - 花神 第18話「逆さひょうたん」（1977年）
  - 峠の群像（1982年） - 供侍
  - 徳川家康（1983年） - 河村長門
- 愛のサスペンス劇場 / 一年半待て（1976年）
- 男子の本懐（1981年）
- 銀河テレビ小説 / 鏡の中の女（1981年）
- 連続テレビ小説 / おしん 第88話（1983年）

NTV
- 右門捕物帖 第21話「女殺し出世地獄」（1970年）
- 火曜日の女シリーズ「人喰い」（1970年）
- 太陽にほえろ!
  - 第34話「想い出だけが残った」（1973年） - 国友康夫
  - 第56話「その灯を消すな!」（1973年） - 青田刑事
  - 第243話「その血を返せ」（1977年） - 望月孝
  - 第264話「撃てなかった拳銃」（1977年） - 本庁刑事
  - 第297話「ゴリ、爆走!」（1978年） - 木田刑事
  - 第389話「心の重荷」（1980年） - 矢追高等学校教諭
  - 第407話「都会の潮騒」（1980年） - 増井と浅井の友人
  - 第430話「東京大追跡」（1980年） - 中田刑事
  - 第528話「真夜中のラガー」（1982年） - ラジオ局責任者
  - 第605話「離婚」（1984年） - 滝田茂（東神海運社長）
  - 第618話「コンピューター計画」（1984年） - 「陳朝」店主
- 子連れ狼 第一部 第12話「鹿追い」（1973年）
- 白い牙 第21話「裸の値段」（1974年）
- おんな浮世絵・紅之介参る! 第25話「消えた千両箱」（1975年）
- 新五捕物帳
  - 第10話「闇をさく心の叫び」（1977年）
  - 第43話「阿波木偶秘聞・前」（1978年）
- 土曜グランド劇場
  - ちょっとマイウェイ 第1話「わたしが来たから安心よッ」（1979年）
  - 熱中時代 先生編 第2シリーズ（1980年） - 松下先生
  - 事件記者チャボ! 第24話「チャボもあきれたダメ父さん」（1984年） - 刑事
- 黄金の犬 第6話（1980年）
- 俺はおまわり君 第16話「それぞれの胸に秘めたる…」（1981年）
- 火曜サスペンス劇場 / 隠された誘拐（1984年）

TBS
- 図々しい奴（1963年） - 小野沢
- 木下恵介アワー / おやじ太鼓 第9話（1968年）
- サインはV 第19話（1970年） - スポーツ記者
- 刑事くん 第2部 第2話 ｢窓も涙も暖かい｣ （1973年） - ドライブインのマスター
- ファミリー・ロマン / まごころ 第10話（1973年）
- 風の中のあいつ 第16話「おりは悲しや」、第17話「右も左も傷だらけ」（1974年）
- テレビスター劇場 / 放浪家族 第4話（1975年）
- ときめきの秋（1975年）
- 夜明けの刑事 第42話「夫はポルノに殺された!」（1975年）
- 森村誠一シリーズ / 腐蝕の構造 第1話（1977年）
- 人間の証明 第5話（1978年）
- Gメン'75
  - 第175話「香港カラテ対Gメン」（1978年） - 唐沢検事
  - 第312話「口紅連続殺人事件」（1981年） - 捜査主任
  - 第326話「闇の中の女子大生殺人」（1981年）
- コメットさん 第2期 第46話「輝け! 母子星」（1979年） - 弁護士
- 金曜ドラマ / 突然の明日 第1話「婚約の二人の前に」（1980年）
- 赤い魂 第25話「人間の絆、それは愛」（1980年）
- 天皇の料理番 第13話「すっぽんスープと短刀」（1981年） - 鈴木
- ザ・サスペンス（1983年）
  - 残酷な旅路
  - 松本清張のゼロの焦点
  - 黄金流砂
- 不良少女とよばれて 第21話「エバー・オンワード」（1984年）
- 乳姉妹 第2話「母の告白は嘘?」（1985年）

CX
- 浮世絵 女ねずみ小僧 第2シリーズ 第14話「風流 江戸の休日」（1972年）
- 剣客商売 第18話「ある剣客の死」（1973年）
- 特捜記者 第6話「やさしい密告者」（1974年）
- 大盗賊 第13話「大海原をめざせ!」（1974年）
- 逢えるかも知れない（1976年）
  - 第1話
  - 第2話
  - 第11話
- 銭形平次（1977年）
  - 第562話「風車の唄」 - 滝蔵
  - 第582話「夫婦坂」 - 佐吉
- 大捜査線（1980年）
  - 第1話「撃て加納明」
  - 第20話「受験戦線異状あり」
  - 第22話「女の詩、男を殺せ」
- 同心部屋御用帳 新・江戸の旋風 第10話「簪は知っていた」（1980年）
- 平岩弓枝ドラマシリーズ / 女たちの海峡（1981年）
- 同心暁蘭之介 第6話「遠い国から来た女」（1981年）

NET→ANB
- 特別機動捜査隊
  - 第101話「台風圏」（1963年）
  - 第291話「豚と栄光」（1967年） - 吉野
  - 第465話「ある団地夫人の場合」（1970年） - 清川
- 大忠臣蔵（1971年） - 八木市太夫
- 非情のライセンス
  - 第1シリーズ 第37話「兇悪のビーナス」（1973年）
  - 第2シリーズ 第62話「兇悪の超特急」（1975年） - 専務車掌
- 新・二人の事件簿 暁に駆ける 第22話「(秘)を燃やせ!」（1976年）
- 特捜最前線
  - 第10話「母・その愛の標的」（1977年）
  - 第65話「深夜DJ・情死を売る女!」（1978年）
  - 第207話「雨傘殺人事件!」（1981年）
  - 第236話「深夜便の女!」（1981年）
  - 第247話「警視庁狙撃班にいた男!」（1982年）
  - 第280話「黙秘する女!」（1982年）
  - 第308話「いつか逢った悪女!」（1983年）
  - 第343話「汚職官僚の妻!」（1983年）
  - 第413話「眠れ父よ、季節はずれの雛人形!」（1985年）
- 土曜ワイド劇場
  - 逃亡 雪原の銃声（1978年）
  - 江戸川乱歩の美女シリーズ 第11作「桜の国の美女」（1980年） - 白銀弥之助の部下
  - 悪魔の花嫁 呪われた百物語（1980年）
- 走れ!熱血刑事 第12話「俺は、弁慶だ!」（1981年） - 平山俊作主任
- ザ・ハングマンシリーズ
  - ザ・ハングマン 第24話「ハレンチ検事は被告席で泣け」（1981年） - 弁護士
  - ザ・ハングマン4 第21話「美人秘書の（秘）情報が連続殺人を生む!」（1985年） - 三宅昌英（テクノ・A社長）
- 西部警察 PART-III 第27話「銃撃」（1983年） - 福田昭二

12ch→TX
- プレイガール 第12話「女の裸は高くつく」（1969年）
- 大江戸捜査網
  - 第165話「初見参夜叉面の女」（1974年） - 脇田備前守
  - 第293話「命の鍵を解く男」（1979年）
  - 第461話「妖艶やわ肌刺青針」（1982年）
  - 第505話「恐怖! 妖しく誘う魔性剣」（1983年） - 永野出雲
  - 第535話「振り袖お玉 情炎ふたり旅」（1984年） - 小宮山主税
- 12時間超ワイドドラマ / 若き血に燃ゆる〜福沢諭吉と明治の群像（1984年）

### 特撮
- ウルトラシリーズ（TBS）
  - ウルトラセブン ※ノンクレジット
    - 第8話「狙われた街」 - 警官[2]
    - 第28話「700キロを突っ走れ!」 - ラリーのチェッカー[3]

  - 帰ってきたウルトラマン 第39話「冬の怪奇シリーズ 20世紀の雪男」（1972年） - 天文台係官 ※柄沢英治とクレジット
  - ウルトラマン80 第12話「美しい転校生」（1980年） - 岡村研究員
- マイティジャック 第12話「大都会の恐怖」（1968年、CX）
- 仮面ライダーシリーズ（MBS）
  - 仮面ライダー（1972年）
    - 第48話「吸血沼のヒルゲリラ」 - 医師
    - 第91話「ゲルショッカー恐怖学校に入学せよ!!」 - 和香子の父親

  - 仮面ライダー (スカイライダー)（1980年）
    - 第28話「8人ライダー 友情の大特訓」 - 吉田博士
    - 第44話「怪談シリーズ 呪いの化け猫 子供の血がほしい!」 - 岸川博士

  - 仮面ライダースーパー1 第32話「ライダーを餌にしろ! 釣り竿怪人出現」（1981年） - 古賀長官
  - 10号誕生!仮面ライダー全員集合!!（1984年） - 海堂肇
- ミラーマン 第36話「怪獣軍団ミラーマンを襲う」（1972年、CX） - 島田良一
- 人造人間キカイダー 第13話「ピンクタイガーの遊園地襲撃」（1972年、NET） - 警備員 ※唐沢英二名義
- ロボット刑事 第4話「壁に消えた殺人者」（1973年、CX） - 権田課長
- 鉄人タイガーセブン 第6話「忍び寄る電撃殺人!!」（1973年、CX） - 取調官
- スーパーロボット レッドバロン（1974年、NTV）
  - 第28話「ゴールドフィンガー」 - SSI参謀
  - 第30話「レッドバロンをあやつる少年」
- スーパー戦隊シリーズ（NET→ANB）
  - 秘密戦隊ゴレンジャー
    - 第14話「赤い棺桶! ドクロ屋敷の怪」（1975年） - 江口博士
    - 第52話「ピンクの電話鬼! 殺しのダイヤル」（1976年） - イーグル秘密情報員

  - バトルフィーバーJ 第17話「怪物（モンスター）マシンを奪え」（1979年） - 黒田（青スジ怪人人間態）
  - 太陽戦隊サンバルカン 第4話「少年探偵とスパイ」（1981年） - 警備員
- ザ・カゲスター 第11話「魔のオオカミ男 追跡作戦!」（1976年、NET） - 子供の父親
- 忍者キャプター 第35話「恐怖の蝶人間」（1976年、12ch） - 医師
- 超神ビビューン 第22話「蛙が娘になる? ごめんね母さん」（1976年、NET） - 上条靖介
- 透明ドリちゃん 第18話「ミドリは名探偵」（1978年、ANB） - 藤木主任
- メガロマン 第25話「涙を獅子のたてがみに!」（1979年、CX） - 佐伯幸造博士
- メタルヒーローシリーズ（ANB）
  - 宇宙刑事ギャバン 第11話「父は生きているのか? 謎のSOS信号」（1982年） - 星野博士
  - 宇宙刑事シャリバン 第29話「敵は誰だ? 荒野をめざす熱血児」（1983年） - 山野社長
  - 巨獣特捜ジャスピオン 第11話「グェッ! ツクバの巨大ガマ大行進」（1985年） - TV番組の出演者

### テレビアニメ
- 忍風カムイ外伝 第19話「りんどう」（1969年、CX） - 忍者